# Cinerita
La cinerita es una material que se incluye dentro del grupo de las rocas y depósitos volcanoclásticos. Se forma por acumulación de cenizas volcánicas. Posee un grano de tamaño medio o fino. Las rocas volcanoclásticas son aquellas con textura clástica causada por procesos volcánicos.

## Formación
La ceniza volcánica producto de una erupción se deposita en la superficie terrestre tras caer lentamente desde grandes alturas, las partículas que la forman tienen un diámetro muy pequeño que oscila entre 1/16 mm y 2 mm, esta ceniza tiende a formar depósitos sobre la superficie terrestre que con el paso del tiempo se compactan para formar cinerita o toba cinerítica.

## Sinónimos
- Toba cinerítica.
- Toba de ceniza.